# Ben Lesser
Pour les articles homonymes, voir Lesser.
Ben Lesser est un survivant d'Auschwitz.

## Biographie

### Enfance, éducation et débuts
Il a survécu à quatre camps de concentration.

### Carrière
Il fait carrière dans l'immobilier en Californie.

### Prises de position contemporaines
Depuis 2019, il intervient souvent en compagnie de l'historien allemand Rainer Höss, qui est le petit-fils d'un commandant du camp d'Auschwitz, pour expliquer l'histoire du nazisme. 
En janvier 2021, il déclare que les images des suprémacistes blancs au Capitole de Washington lui rappellent son passé.